# Isaac Díaz
Isaac Alejandro Díaz Lobos (Fresia, 24 marzo 1990) è un calciatore cileno, attaccante del Dep. Copiapó.

## Caratteristiche tecniche
È un centravanti.

## Palmarès

### Club

#### Competizioni nazionali
- Coppa del Cile: 1

Universidad de Chile: 2012-2013
- Supercopa MX: 1

Puebla: 2015